# Sant Pere d'Osor
Sant Pere d'Osor és una església amb elements romànics i barrocs d'Osor (Selva) inclosa a l'Inventari del Patrimoni Arquitectònic de Catalunya.

## Descripció
És un edifici de grans dimensions que ocupa un illa de cases en un turonet al costat esquerre de la carretera principal que creua Osor. Aquest turó està anivellat per una gran terrassa sobre la riera de la Noguerola. Aquesta església, transformada amb els segles, forma un conjunt arquitectònic amb la nau central, la torreta de l'extrem nord-est i el campanar de l'extrem sud-oest. Les façanes són arrebossades amb la pedra vista, concretament còdols poc debastat i altres tipus de pedra.
El cos principal de l'església consta d'una nau, amb quatre capelles per banda comunicades entre elles. La façana de l'església consta d'un gran portal adovellat amb forma d'arc rebaixat i fet de blocs de granit motllurats. A la dovella clau de l'entrada hi ha gravada la data de 1798. Sobre la porta d'accés, de fusta, hi ha una fornícula buida, una gran rosassa amb malla de ferro i una finestra d'òcul abans d'arribar al ràfec. Els ràfecs són formats per quatre fileres, dos de rajola plana i dos de teula. A la part dreta de la façana hi ha un cos més baix que té una arcada exterior i una finestra al nivell superior. A la part esquerra de la façana hi ha una petita torreta o cos rectangular, possiblement un antic comunidor.
A la façana lateral, meridional, es poden veure els vestigis del temple romànic consagrat el 1125. Es veuen les pedres en files horitzontals amb nou arcuacions llombardes que ressegueixen el vessant de l'antiga teulada amb lesenes als extrems, una finestra petita i un finestral de doble esqueixada al centre. Sota d'aquesta part hi ha diverses filades horitzontals de pedra.
Pel que fa al campanar, és de planta quadrada i destaca per les pedres, grans blocs escairats, de les cadenes cantoneres, que són d'un color vermellós. A la planta baixa hi ha una porta d'accés amb esglaons de pedra i arc rebaixat a l'entrada. Les façanes del campanar conserven els forats de forma quadrada dels recolzaments de les bastides necessàries per la seva construcció. A la part alta hi ha un seguit de finestres geminades d'arc de mig punt, dues per façana, a excepció del costat de llevant, que en té només una i està tapada amb maons. La culminació del campanar sembla una reconstrucció del segle xix, amb merlets esglaonats de rajola i una cornisa de pedra. L'estat de conservació del campanar és regular, ja que les seves façanes estan plenes de vegetació intrusiva.

## Història
El primer esment del lloc d'Osor data del segle ix (860), quan es produeix una donació d'un alou de la Vall al monestir d'Amer, i la primera notícia del poble d'Osor i la seva parròquia és del segle x (922). Fins al 997 Osor tenia la mateixa jurisdicció que Sant Hilari i Solterra. Al segle xiv (1352) Bernat II, vescomte de Cabrera, va comprar la Vall d'Osor.
L'església original, enturonada i protegida per la riera de la Noguerola i la riera d'Osor, era una petita construcció preromànica que fou substituïda per una de romànica a principis del segle xii (1125). El 1125 l'església fou reedificada i consagrada pel bisbe de Vic Ramon Gaufred. D'aquest edifici resta el mur meridional amb nou arquacions llombardes que ressegueixen el vessant de l'antiga teulada. El 1977, de resultes de l'enderrocament d'unes construccions annexes, va aparèixer una part del creuer de l'antiga església romànica, encastat al mur de l'església barroca. Hi ha una finestra de dobles esqueixada al centre i lesenes als extrems. Se suposa que constava d'una nau i que tenia tres absis a llevant, on ara hi ha la porta principal, dedicats a Sant Joan, Sant Pere i Sant Tomàs.
Els terratrèmols de 1427-1430, van afectar greument a l'església de Sant Pere i als ponts d'Osor, a part de totes les cases i masos del poble i dels pobles del voltant, des de Santa Coloma a Olot. Els jurats de Girona van escriure al rei el següent: "totes les cases de la vall e lloch d'Osor se són enderrocades". El vell pont i l'església foren reconstruïts a partir de mitjan segle xv.
Entre els segles xvi i xviii es va afegir diversos altars, com el del Roser, el de Sant Crist, de Sant Roc i Sant Sebastià. Des de finals del segle xviii fins a 1833 es va reformar en diverses etapes i es van adherir elements barrocs i neoclàssics. La façana està datada de finals del segle xviii (1798). L'orientació actual és inversa a l'original romànica.
El 1805, al llibre d'actes de l'Ajuntament, està documentat un robatori a l'església: "La plata que se n'han emportada és la següent: dos bordons, la creu grossa, la vera creu, los encensers, la naveta i cullera dels encens, dues paus, una salpassa, que tot era de plata". El Juliol de 1936, l'església va partir molt desperfectes; es van destruir les imatges, bona part de l'altar major i van desaparèixer tres campanes. Durant la guerra l'edifici va servir de magatzem i taller. Malgrat això, encara es conserven retaules anteriors al 1936 de segle xix, encara que sense imatges. Durant els anys 60 es va renovar el presbiteri i l'altar major gràcies a l'impuls del Mn. Pere Davesa. Finalment, el 1993 es va fer una instal·lació de calefacció.